# Escrava Mãe
Escrava Mãe é uma telenovela brasileira produzida e exibida pela Record entre 31 de maio de 2016 e 9 de janeiro de 2017, em 159 capítulos, reabrindo o segundo horário de novelas – inativo desde 2012 – e sendo substituída pela reprise de A Escrava Isaura. Foi a 25.ª novela exibida pela emissora desde a retomada da dramaturgia em 2004. Escrita por Gustavo Reiz com colaboração de Aline Garbati, Camilo Pellegrini, Jussara Fazolo, Mariana Vielmond e Valéria Motta, sob direção de Leonardo Miranda, Régis Faria, Rudi Lagemann e Michele Lavalle e direção geral de Ivan Zettel. 
É uma pré-sequência de A Escrava Isaura, de Bernardo Guimarães, que conta a história da mãe da personagem principal. Escrava Mãe foi a primeira telenovela da Record gravada em resolução 4K (UHDTV), um formato superior ao HD usado pelas produções até então, utilizando-se da mesma tecnologia dos filmes estadunidenses. Foi a segunda novela brasileira a ser produzida nessa tecnologia, após o remake de O Rebu, exibido pela Globo em 2014. A trama foi vencedora no Seoul International Drama Awards na Categoria Serial-Drama.
Conta com Gabriela Moreyra, Pedro Carvalho, Thaís Fersoza, Fernando Pavão, Lidi Lisboa, Milena Toscano, Léo Rosa e Roberta Gualda nos papéis principais.

## Antecedentes

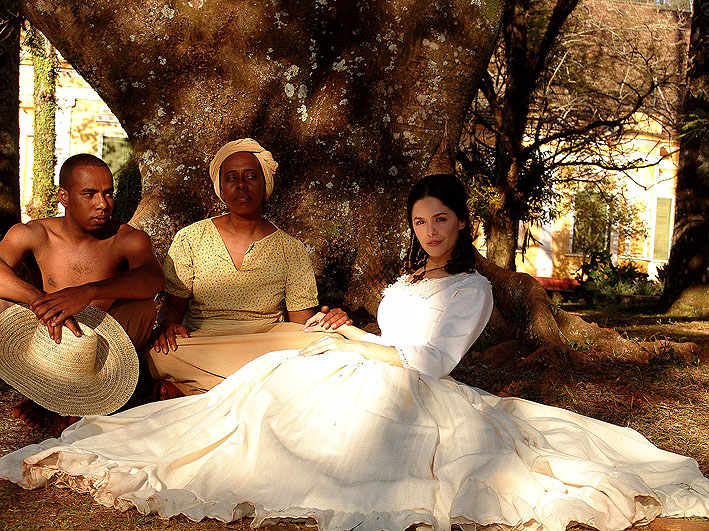
Bianca Rinaldi nos bastidores de A Escrava Isaura.

Em 1875, Bernardo Guimarães escreveu um romance sobre uma escrava mestiça de pele clara, que foi publicado no mesmo ano pela editora Casa Garnier sob o título de A Escrava Isaura. Guimarães teve reconhecimento pela obra, que foi um sucesso logo após ser publicada, em parte pelo apelo feminino em razão do sentimentalismo do enredo. O livro toca em pontos abolicionistas, que eram controversos na época e é considerado um marco na literatura abolicionista brasileira. Em 2004 a Rede Record transformou a história em telenovela, lançando A Escrava Isaura em 18 de outubro daquele ano. Bianca Rinaldi interpretou a personagem principal numa trama que se passava no século XIX e no tempo da escravidão no Brasil, narrando a história de uma escrava mestiça de pele branca que é criada com uma educação esmerada.

## Produção

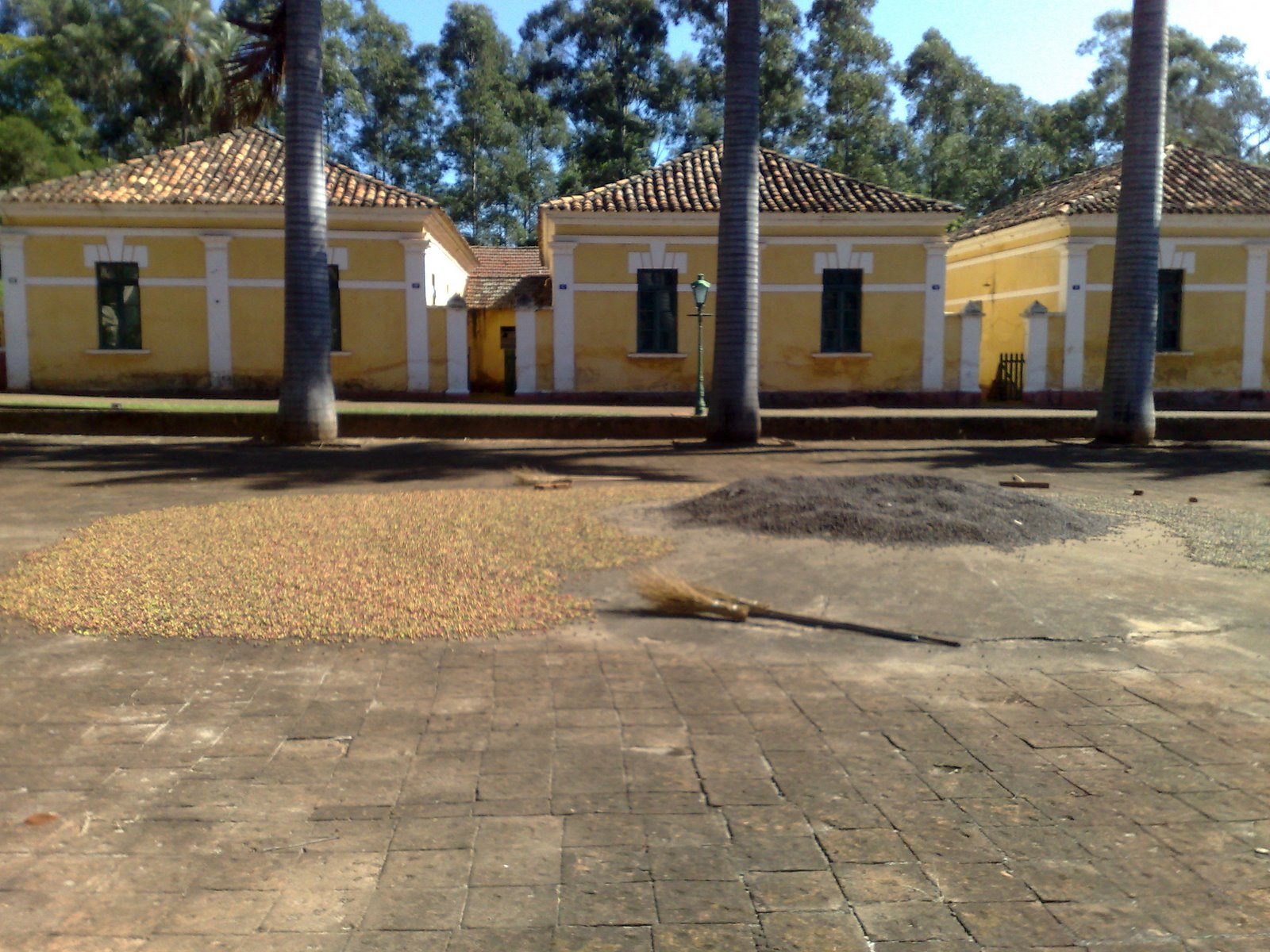
Fazenda Santa Gertrudes, onde a novela foi gravada.

Em fevereiro de 2014, Anderson Souza, diretor de dramaturgia da Rede Record, encomendou duas sinopses de novelas a Gustavo Reiz e Gisele Joras, sendo que um dos dois seria escolhido para liderar a trama que substituiria Vitória em 2015. Em abril a telenovela de Gustavo é aprovada, sendo fundamentada no século XIX com temática escravocrata. Logo após é anunciado que a trama seria um prelúdio A Escrava Isaura, a qual contaria a história da mãe da personagem. Originalmente a telenovela se chamaria Escrava Branca, porém a emissora avaliou que o título poderia gerar alguma controvérsia, mudando o nome para Escrava Mãe. Em novembro o autor começa a escrever a história, entregando os dez primeiros capítulos para análise da diretoria.  Após Os Dez Mandamentos ser aprovada para substituir Vitória, a Record decidiu aproveitar a trama de Gustavo para reinaugurar o segundo horário de novelas da emissora, retornando a novela das sete, há anos ocupado por telejornais. A produtora Casablanca foi contratada para produzir a telenovela, tendo todo o trabalho técnico terceirizado e sendo a primeira obra de dramaturgia realizada neste regime, firmando uma parceria entre as duas empresas. As gravações começaram em 21 de maio.
A telenovela utilizou resolução 4K, um formato superior ao HD tradicional de 1080i, tendo uma dimensão de 3840 pixels, a mesma utilizada por filmes de Hollywood para definição em telas de cinema, deixando as imagens com uma roupagem cinematográfica. Foi a primeira produção brasileira dentre todas as emissoras que usaram esta tecnologia. Durante a edição das imagens, a equipe utilizou uma colorização diferente para cada tipo de cena e ambiente, inserindo uma iluminação gráfica própria para as sequências noturnas, além da editar alguns figurinos e acessórios do cenário para sobressaí-los do em determinados situações. A sonoplastia usou artifícios do cinema, montando uma sala especial para produzir efeitos sonoros, incluindo o barulho de pessoas andando na terra e em folhagens, o arrastar de correntes, chicoteadas e o corte da cana-de-açúcar. Estes sons foram inseridos em cima das imagens originais com a finalidade de aprimorar o som captado na gravação original. A intenção era que 70% da telenovela fosse gravada antes da estreia, porém, devido ao adiamento para 2016, a telenovela acabou sendo totalmente gravada antes de sua exibição. Cada capítulo teve valor orçado em R$ 350 mil de produção.

### Cenografia e figurinos
"Gravamos em senzalas reais que existiram naquela época. Estavam trancadas e não eram usadas há muitos anos. É bem estranho gravar ali dentro, tem uma energia pesada."

— Milena Toscano sobre gravar em senzalas reais dos tempos escravagistas.
A telenovela foi a primeira desde a inauguração dos estúdios RecNov, em 2005, que foi totalmente rodada fora da sede dramatúrgica da emissora. Por se tratar de uma trama de época e rural, as gravações aconteceram no interior do estado de São Paulo, utilizando como cenário externo a Fazenda Santa Gertrudes, em Santa Gertrudes, onde também foi filmada antes A Escrava Isaura, em 2004. As cenas internas foram locadas nos estúdios do Polo Cinematográfico de Paulínia, onde foi erguido uma cidade cinematográfica, incluindo o interior das casas, comércios e presídios. A decisão foi técnica, uma vez que ficaria mais fácil tanto em termos de locomoção para as externas, quanto em custos financeiros permanecer próximo das fazendas do que gravar as internas no RecNov e ter que se deslocar entre os dois estados a cada novo capítulo da telenovela.  A decisão também veio em parceria com a administração da cidade de Paulínia, que havia investido em estúdios de alta tecnologia nos últimos anos para que a cidade ficasse conhecida como "Hollywood brasileira" com o tempo, sendo utilizada para gravação de filmes e novelas. O diretor Anderson Souza explicou que era fundamental utilizar como localização o mesmo local onde a história posterior foi filmada: "Vamos gravar na mesma fazenda de A Escrava Isaura. Como a gente vai contar uma história anterior, era fundamental que a gente estivesse lá, na cidade de Santa Gertrudes. Lá é a locação principal da telenovela. Foi isso que nos fez alterar as gravações do Rio de Janeiro para lá".
As cenas dos escravos utilizaram senzalas reais como cenário, que estavam desativados desde os tempos escravagistas. Todo o elenco ficou hospedado durante sete meses em um hotel em Campinas durante a gravação. Apenas o cenário do navio negreiro não foi locado em Paulínia, tendo sido montado nos estúdios da Casablanca na Vila Madalena, em São Paulo, onde as cenas também foram registradas. Algumas cenas aéreas gerais foram gravadas em praias do litoral norte de São Paulo, utilizando o artifício de stock-shots, um plano aberto para situar o público de onde determinada situação está acontecendo. O figurino dos personagens foi rigorosamente criado aos mesmos moldes dos utilizados na época do Brasil imperial. A confecção das peças foi feita na Itália, no ateliê da designer Michele Carragher, a mesma que fornece as vestimentas do seriado estadunidense Game of Thrones.

### Escolha do elenco
Em 6 de agosto de 2014 foi anunciado que Thaís Fersoza havia sido reservada para a telenovela a pedido do autor Gustavo Reiz, sendo o primeiro nome escolhido. No final daquele ano a emissora começou a buscar um ator português para interpretar Miguel, que vinha de Portugal, visando dar mais autenticidade ao personagem. Pedro Carvalho foi escolhido logo após. Em janeiro de 2015 Ivan Zettel, diretor da telenovela, iniciou as seletivas para escolher a protagonista da trama, selecionando 40 atrizes entre experientes e outras desconhecidas do grande público, mas que vinham de trabalhos pontuais no teatro. Durante um mês as atrizes passaram por diversos testes, que se dividiram em três fases. Em 6 de março Gabriela Moreyra foi anunciada como a escolhida para viver Juliana, após ter disputado a vaga na última etapa com Aisha Jambo, Érika Januza, Naruna Costa e Cinara Leal. Ângela Leal e Paulo Nigro chegaram a ser confirmados no elenco, porém tiveram que deixá-lo antes do início das gravações pelo fim do contrato dos atores, que não foi renovado pela emissora. Paulo interpretaria o professor Átila, que acabou sendo passando para Léo Rosa, enquanto Ângela interpretaria a mãe de Beatrice, papel escrito pelo autor especialmente para ela, que acabou sendo excluído da história.
A personagem Tia Joaquina foi escrita e entregue especialmente a Zezé Motta como uma homenagem do autor aos seus 50 anos de carreira, sendo um dos pilares centrais e fundamentais da trama. Bárbara Borges foi escalada para o papel de Teresa, porém, por ter tido um filho há pouco tempo, a atriz pediu um tempo maior para se dedicar à licença-maternidade antes de voltar às novelas, sendo cedido pela emissora, que escalou Roberta Gualda no lugar. Thaís Melchior chegou a ser confirmada como Filipa, porém a atriz deixou o elenco após o convite de Renato Modesto para protagonizar A Terra Prometida. Juliana Silveira foi convidada em seu lugar, porém foi afastada pela direção da emissora, alegando que ela precisava descansar a imagem, uma vez que a personagem neonazista que tinha interpretado em Vitória ainda era recente – na época a trama estaria em 2015, pouco tempo depois do fim de Vitória. Por fim, Milena Toscano foi confirmada para o papel. Isabel Fillardis chegou a ser anunciada como Condessa Catarina, porém a direção optou por efetivar Adriana Lessa para o papel. Lucélia Santos, que viveu Isaura, a futura filha de Juliana, na primeira versão da telenovela Escrava Isaura foi cogitada para o elenco, mas nunca chegou a ser convidada oficialmente.
Gianne Albertoni e o mexicano Christian Chávez fizeram testes, mas não foram escolhidos. Escrava Mãe foi a estreia de Nayara Justino como atriz após sua passagem como Mulata Globeleza em 2014, a qual acabou sendo demitida pela Rede Globo sob a alegação que era "negra demais" para continuar no posto. Segundo Gabriel Perline, da revista Isto É Gente, a estreia como atriz foi uma redenção após o acontecimento, dizendo que Nayara "roubou a cena" e se mostrou "bastante segura e com uma atuação convincente".

### Preparação
Antes do início das gravações, o elenco de Escrava Mãe passou por um mês de estudos e workshops para aprofundar as questões e os costumes do Brasil no Século XIX para que pudessem criar os gestuais e comportamento dos personagens. A historiadora Beatriz Gonçalves acompanhou Gustavo Reiz enquanto escrevia a obra, ajudando a roteirizar a forma coloquial com que se falava na época, sendo também responsável pelas instruções na criação dos cenários e figurinos. Para compor o perfil de Maria Isabel, Thaís Fersoza se inspirou na personagem de Glenn Close no filme Ligações Perigosas, de 1988: "Tentei pegar um trejeito, um olhar, um tom de voz. E a personagem dela foi bem interessante nesse sentido, porque queria fazer uma coisa densa, mais séria, que fala mais devagar, que fala baixo, que tem um tom de voz diferente. Acho que mudar o ritmo da voz para esse objetivo, que queria alcançar, foi muito importante". Fernando Pavão também utilizou o filme Ligações Perigosas como referência, buscando no personagem de John Malkovich o perfil desejado, alegando que construiu o Comendador Almeida com uma voz doce, sem se exaltar, deixando a frieza e a agressividade para suas atitudes: "Meu grande medo era que meu vilão caísse no estereótipo. Vilão não precisa gritar, ele não anuncia maldade, simplesmente faz porque é da essência dele. O Almeida tem uma doçura na voz, fala mansa, um tom de voz agradável e suave para um cara que faz maldades e tem rompantes". Gabriela Moreyra utilizou como base para compor suas cenas como escrava o filme 12 Anos de Escravidão, de 2013. Para interpretar o conquistador Tomás, Raphael Montagner se inspirou no pintor italiano Giacomo Casanova, que popularizou o título "casanova" como a pessoa sedutora, que não se prende a ninguém. No caso das dançarinas de Pensão Jardineira, as atrizes Robertha Portella, Débora Gomez e Manuela Duarte tiveram que se especializar em algumas danças típicas da época, inspirando-se pela bailarina francesa Josephine Baker – que, apesar de ter vivido uma década depois, foi uma das mais famosas do mundo.

## Enredo
A história se inicia em 1788 no Congo, na África. Uma tribo de Khoisans é invadida por homens brancos, que aprisionam os nativos e os levam para o Brasil em um navio negreiro, onde serão vendidos como escravos. Durante o trajeto, Luena (Nayara Justino) é estuprada pelo traficante Osório (Jayme Periard), e acaba engravidando. Depois acaba dando à luz Juliana (Gabriela Moreyra) e morrendo após o parto. Juliana vai parar no Engenho do Sol, na Vila de São Salvador, onde é criada por Tia Joaquina (Zezé Motta) e se torna mucama da família Avelar, sendo protegida por eles, o que gera o ódio de Esméria (Lidi Lisboa), escrava que nunca recebeu os mesmos privilégios. Após 20 anos, a relação de Juliana com as duas herdeiras do engenho é completamente diferente: enquanto é tida como amiga e confidente por Teresa (Roberta Gualda), a filha mais nova, também é tratada com desprezo por Maria Isabel (Thaís Fersoza), a impiedosa filha mais velha. A vida da moça muda com a chegada de Miguel (Pedro Carvalho), um português que está em busca de pistas sobre a morte misteriosa de seu pai e acaba vivendo um amor proibido com ela. O terrível Osório também está na vila, trabalhando como feitor em uma fazenda próxima, e não só está ligado às dores da vida de Juliana, ainda que ela não saiba, como também de Miguel, uma vez que esteve envolvido no assassinato do pai do rapaz.
As mulheres da família Avelar também vivem seus dilemas. Teresa foi separada de seu grande amor, Guilherme (Roger Gobeth), por serem de famílias rivais e foi obrigada a se casar com o Comendador Almeida (Fernando Pavão), um homem cruel, que a trata com desprezo e vê no casamento apenas a oportunidade de se tornar um homem poderoso. Já Maria Isabel também se apaixonou por Miguel, sendo capaz das maiores atrocidades para manter Juliana longe de seu amado, até mesmo obrigar o português a se casar com ela através de uma armadilha. Maria Isabel teve secretamente um filho  do bondoso professor Átila (Léo Rosa) – fato este quem ninguém sabe, nem ele – e deu a criança para Petúnia (Robertha Portella), ex-amante de Almeida, para que ela o chantageasse, uma vez que mentia estar grávida, se livrando de sua própria filha. A mãe delas, a viúva Beatrice (Bete Coelho), também carrega a mágoa de ter sido impedida anteriormente de viver um romance com o Coronel Quintiliano (Luiz Guilherme), rival de seu falecido marido, a quem foi prometida ainda jovem. Agora ela tem a chance de reabilitar esse amor. Quintiliano é dono do Engenho Doces Campos e guarda grandes segredos do passado, uma vez que sua mulher morreu misteriosamente. Ele é pai de Guilherme, da revolucionária Filipa (Milena Toscano) e do conquistador Tomás (Raphael Montagner) – sendo que os dois últimos se juntam ao inglês Charles (Saulo Meneghetti) e a Átila em suas crenças abolicionistas.
No vilarejo mora Rosalinda Pavão (Luíza Tomé), dona da taberna local e que vive às turras com Urraca (Jussara Freire), uma baronesa falida que vive prestes a ser despejada e exala um odor fétido. Rosalinda foi abusada sexualmente aos 14 anos por um amigo de seu pai e, após ser expulsa de casa, abandonou a filha fruto deste horror em uma roda de rejeitados. Após 15 anos, porém, a história se repetiu e sua filha, a qual nunca conheceu, abandonou em sua porta sua neta, Violeta (Débora Gomez), que cresce sem saber que Rosalinda é sua avó, embora acredite que, pela idade, ela pode ser sua mãe. Perto dali também mora Belezinha (Karen Marinho), uma moça espevitada, que acha que todos os rapazes estão caindo de amores por ela, e se torna grande aliada de Miguel em suas aventuras. Tudo muda com a chegada da poderosa Condessa Catarina (Adriana Lessa) direto da Europa, que surpreende a todos por ser negra e influente com a família imperial brasileira, estando à procura de sua irmã separada dela na infância, sem saber que esta se tornou a amarga Esméria. A história da Condessa dá esperanças a Juliana de um dia também ser livre para viver seu amor com Miguel.

## Exibição

### Adiamentos
Prevista inicialmente para estrear em novembro de 2015, substituindo Os Dez Mandamentos, teve sua estreia cancelada algumas semanas antes do fim da telenovela bíblica, mesmo que suas chamadas já estivessem sendo veiculadas nos intervalos comerciais da programação. Para o lugar, a Rede Record optou por reprisar suas minisséries bíblicas, começando por Rei Davi e tendo sequência com José do Egito e Sansão e Dalila. Dessa forma, o horário das 20:30 ficou reservado apenas para folhetins baseados nas histórias da Bíblia. No dia 10 de novembro de 2015, durante o intervalo comercial de Os Dez Mandamentos, foi veiculada uma chamada anunciando que Escrava Mãe estrearia somente em 2016, inaugurando um segundo horário de novelas. Em março, durante a coletiva de imprensa para anunciar a programação de o ano de 2016, a emissora anunciou que Escrava Mãe estrearia no dia 26 de abril no horário das 19:30. Entretanto, para evitar o confronto direto com a reta final da telenovela Totalmente Demais, foi feito um novo adiamento para 30 de maio e, uma semana antes, alterado para o próximo dia, 31.

### Prévias e estreia
As primeiras chamadas de Escrava Mãe começaram ser vinculadas em 14 de setembro de 2015, mostrando cenas gerais dos escravos. Em 11 de novembro foi divulgado um teaser completo da telenovela, trazendo a narração de Zezé Motta – que entoava "Vida de negro é difícil, é difícil como que. Mas toda história tem dois lados, duas cores" – e mostrando um compacto com diversas cenas dos personagens, como uma sinopse da história. Além disso, na prévia, foi divulgado que a telenovela estrearia em 2016, contrariando a expectativa de que entraria na sequência de Os Dez Mandamentos naquele mês, sendo revelado que reabriria o segundo horário de novelas às 19h30. A telenovela estreou oficialmente 31 de maio de 2016, mesmo dia do início de Haja Coração, na Rede Globo. A estratégia de estrear em uma terça-feira deu-se ao fato de que a Rede Globo decidiu levar ao ar o último capítulo de Totalmente Demais na segunda-feira e não na sexta, como de costume, o que poderia gerar um desfalque na audiência inicial de Escrava Mãe pela expectativa do fim do folhetim concorrente. A telenovela estreou como obra fechada, ou seja, tendo sido totalmente gravada até o final de 2015, não podendo ter no decorrer de sua história modificações de enredo e personagens adicionais.

### Vinheta de abertura
A vinheta de abertura trouxe o conceito da pintura aquarela através do pincel de bico de pena e foi criada pelo diretor de arte Julio Cesar Balasso, tendo como inspiração a técnica do pintor francês Jean-Baptiste Debret e demorando dois meses para ficar completamente pronta. Durante a vinheta pode-se observar que cada traço e tinta pingada no papel ganhava vida, mostrando uma pequena história dos povos africanos desde sua terra nativa até a travessia pelo Oceano Atlântico para o Brasil, fazendo alusão ao trabalho escravo na lavoura e no cafezal. Segundo Julio Cesar, todo o trabalho foi feito a mão e gravado com uma lente macro e câmera high speed – equipamento que grava uma quantidade maior de imagens por segundo –, sendo que só após as imagens foram digitalizadas e passaram por um processo 3D. Fábio Gacia do portal Coisas da TV notou que a abertura era simbólica e poética, mostrando a escravidão no Brasil de uma forma "que não romantiza as coisas". A música escolhida como tema inicial foi "Anos Solidão", do pianista Lulli Chiaro, que conta com os vocais de um coral interpretando uma cantiga de roda africana, sendo inspirada pelas batidas angolanas. Apesar de várias pessoas elogiarem a técnica da abertura, ela é bastante compara a da telenovela Alto Astral da Rede Globo, lançada em 2014.

### Reprise
Foi reexibida de 18 de agosto de 2020 a 16 de março de 2021, na faixa das 15h15, com 149 capítulos, substituindo a reprise de sua sucessora original, no caso A Escrava Isaura, e sendo substituída por Belaventura. Em 9 de março de 2021, falece Léo Rosa, vítima de um câncer no testículo. Ao final do capítulo exibido nesse dia, foi exibida uma homenagem a ele.

### Exibição internacional
A novela está sendo exibida no canal estatal português RTP1, no horário das 14h15, substituindo Topíssima, desde 12 de fevereiro de 2024.

## Elenco
| Intérprete        | Personagem                                                   |
| ----------------- | ------------------------------------------------------------ |
| Gabriela Moreyra  | Juliana dos Anjos                                            |
| Pedro Carvalho    | Miguel Sales                                                 |
| Thaís Fersoza     | Maria Isabel de Avelar                                       |
| Fernando Pavão    | Fernando Almeida (Comendador Almeida)                        |
| Lidi Lisboa       | Esméria / Malica Darrila                                     |
| Milena Toscano    | Filipa Gomes do Amaral                                       |
| Léo Rosa          | Átila Duarte                                                 |
| Roberta Gualda    | Teresa de Avelar Almeida                                     |
| Roger Gobeth      | Guilherme Gomes do Amaral                                    |
| Luiz Guilherme    | Coronel Quintiliano Gomes do Amaral                          |
| Jussara Freire    | Urraca de Góis Almeida, Baronesa de Barangalha               |
| Luíza Tomé        | Rosalinda Pavão                                              |
| Bete Coelho       | Beatrice de Avelar                                           |
| Zezé Motta        | Tia Joaquina                                                 |
| Adriana Lessa     | Catarina Gama de Luccock, Condessa de Porto / Jamala Darrila |
| Jayme Periard     | Osório                                                       |
| Rogério Brito     | Genésio                                                      |
| Sidney Santiago   | Sapião                                                       |
| Nill Marcondes    | Tito Pardo                                                   |
| Cássio Scapin     | Tozé                                                         |
| Robertha Portella | Petúnia                                                      |
| Raphael Montagner | Tomás Gomes do Amaral                                        |
| Débora Gomez      | Violeta Pavão                                                |
| Junno Andrade     | Capitão Loreto Veloso                                        |
| Karen Marinho     | Belezinha Soares                                             |
| César Pezzuoli    | Nestor Soares                                                |
| Adriana Londoño   | Irani Goitacá Soares                                         |
| Manuela Duarte    | Dália Bem-Me-Quer                                            |
| Henri Pagnoncelli | Dr. Pacheco                                                  |
| Mariza Marchetti  | Lady Rebeca Andrade Gama                                     |
| Saulo Meneghetti  | Charles de Alencastro                                        |
| Marcelo Escorel   | Zé Leão                                                      |
| Elina de Souza    | Bá Teixeira                                                  |
| Graça Andrade     | Gonzalina                                                    |
| Júlio Levy        | Soldado Crisaldo                                             |
| Ronaldo Reis      | Soldado Sereno                                               |
| Jean Dandrah      | Frei Abilio                                                  |
| Théo Salomão      | Leôncio Almeida de Avelar                                    |
| Bianca Paiva      | Jasmin Duarte / Dorinha                                      |
| Amanda Anequini   | Tulipa                                                       |
| Taisa Pelosi      | Orquídea                                                     |
| Bella de Castilho | Camélia                                                      |
| Priscila Vaz      | Margarida                                                    |

### Participações especiais
| Intérprete          | Personagem                       |
| ------------------- | -------------------------------- |
| Marcelo Batista     | Kamau / Viriato                  |
| Nayara Justino      | Luena                            |
| Antônio Petrin      | Coronel Custódio de Avelar       |
| Ivan de Almeida     | Velho Tião                       |
| Neuza Borges        | Mãe Quitéria                     |
| Patrícia Mayo       | Elza de Avelar                   |
| Victor Wagner       | Barbudo                          |
| Luciana Vendramini  | Ximena Veloso                    |
| Moara Semeghini     | Joana Gomes do Amaral            |
| Lara Córdula        | Cigana Selma                     |
| Kaik Pereira        | Sapião (criança)                 |
| Rachel Aguiar       | Maria Isabel de Avelar (criança) |
| Gaby Benevides      | Rosalinda Pavão (jovem)          |
| Joana Rodrigues     | Beatrice de Avelar (jovem)       |
| Cristhian Fernandes | Quintiliano do Amaral (jovem)    |
| Kido Mathelart      | Soldado Peixoto                  |
| Taiguara Nazareth   | Líder dos quilombolas            |
| Evelyn Montesano    | Tirinda                          |
| Ton Crivelaro       | Capitão do Mato                  |

## Música
O tema de abertura escolhido foi "Anos Solidões", do pianista Lulli Chiaro, que conta com os vocais de um coral emitindo sons de temática africana. "Retirantes", de Dorival Caymmi, foi introduzida na cena em que Juliana nasce à beira do rio, tendo sido incluída antes na primeira versão de Escrava Isaura (1976), da Rede Globo, e na segunda versão (2004), da Rede Record Originalmente as faixas "Destinazione Paradiso" e "Madre", do cantor italiano Gianluca Grignani, foram anunciadas como parte da trilha sonora da telenovela, porém a direção acabou desistindo de utilizá-las.
Lista de faixas
| N.º | Título                    | Música                                   | Personagem tema        | Duração |  |
| 1.  | "Anos Solidões"           | Lulli Chiaro                             | Abertura               | 4:11    |  |
| 2.  | "Como Vai Você?"          | Bruno & Marrone                          | Juliana e Miguel       | 3:46    |  |
| 3.  | "Gostoso Demais"          | Maria Bethânia                           | Filipa e Átila         | 3:07    |  |
| 4.  | "Noturno (Coração Alado)" | Fagner                                   | Maria Isabel           | 3:15    |  |
| 5.  | "Senhorinha"              | Aline Muniz                              | Teresa                 | 3:01    |  |
| 6.  | "O Cio da Terra"          | MPB4 e Quarteto em Cy                    | Escravos               | 3:42    |  |
| 7.  | "Retirantes"              | Dori Caymmi, Danilo Caymmi e Nana Caymmi | Escravos               | 3:21    |  |
| 8.  | "Moça Bonita"             | Geraldo Azevedo                          | Tomás e Violeta        | 3:31    |  |
| 9.  | "Sonho Meu"               | Marina de La Riva                        | Juliana                | 3:06    |  |
| 10. | "Frevo Mulher"            | Lucy Alves                               | Rosalinda Pavão        | 3:59    |  |
| 11. | "Canto das Três Raças"    | Carolina Soares                          | Condessa Catarina      | 3:42    |  |
| 12. | "Hey Mãe"                 | Natz Barretti                            | Geral                  | 3:19    |  |
| 13. | "Afro Mãe"                | Gabriel Neto                             | Geral                  | 3:14    |  |
| 14. | "Chão de Giz"             | João Marcel                              | Quintiliano e Beatrice | 3:45    |  |

## Recepção da crítica

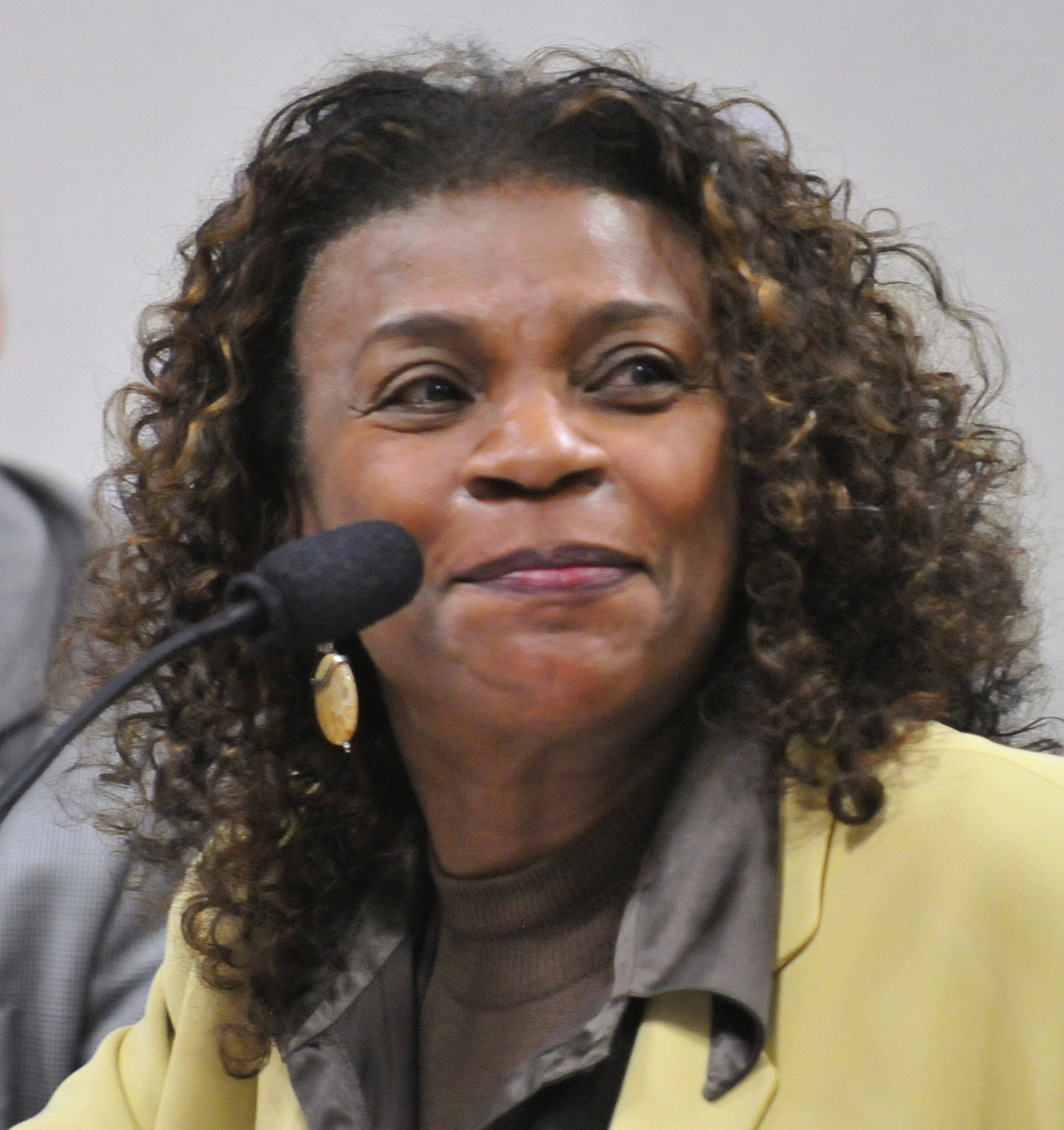
Zezé Motta foi descrita pelos críticos como o grande destaque da novela na pele de Tia Joaquina.

Escrava Mãe recebeu críticas positivas dos profissionais especializados. Lucas Félix, da coluna Na Telinha, do portal UOL, disse que ninguém apostava alto na telenovela por ela ter sido adiada várias vezes e ir ao ar totalmente gravada, mas que a trama surpreendeu, sendo "repleta de acertos", elogiando o texto de Gustavo Reiz e alegando que a narração de Zezé Mota foi o grande trunfo para a história, uma vez que poupa cenas explicativas demais e traz dinamismo. O crítico ainda elogiou a qualidade da imagem, dizendo que tem "ares cinematográficos" e a reprodução do Brasil imperial é superior ao Antigo Egito de Os Dez Mandamentos: "Há um evidente cuidado em imprimir fidelidade aos cenários da época, inclusive nas gravações externas". Patrícia Kogut, do jornal O Globo, disse que Escrava Mãe surpreendeu com a qualidade, sendo superior às demais novelas que estavam no ar no Brasil na mesma época, elogiando a narrativa clássica e a direção de Ivan Zettel, dizendo que ele "merece todos os elogios, as imagens são lindas". A jornalista ainda destacou as atuações de Zezé Motta, Luiza Tomé, Jussara Freire e Roberta Gualda como os pontos altos do projeto.
Gabriel Perline, do jornal O Estado de S. Paulo, enumerou cinco motivos para assistir a telenovela, pontuando que a resolução 4K permitiu trazer cenas "de tirar o fôlego" e o tratamento dado à imagem trouxe uma qualidade superior às demais, além de elogiar o figurino e texto do autor, dizendo que Gustavo Reiz conseguiu falar sobre a Escravidão no Brasil sem um tom didático e pode criar com qualidade o universo que antecede a chegada de Isaura. Carla Bittencourt, do jornal Extra, disse que Escrava Mãe é "deliciosa de acompanhar" e uma das melhores produzidas no Brasil nos últimos anos, dizendo ser superior aos sucessos de audiência de Os Dez Mandamentos e A Terra Prometida. A jornalista também disse que a direção soube tirar vantagem do fato da trama ter sido adiada, podendo editar cada cena com mais pontualidade, alegando que "a edição de cada capítulo é caprichadíssima, as imagens são tratadas individualmente e há cenas que parecem feitas para o cinema". Outro ponto elogiado foi o elenco, dito como "afiadíssimo", destacando as atuações de Gabriela Moreyra, dita que "conquistou o telespectadora", Lidi Lisboa, descrita como brilhante, e Thaís Fersoza, notada pela veracidade que dá nas cenas de maldade: "A atriz, que é conhecida pela simpatia, transforma-se em cena na pele da maldosa sinhazinha". O jornal 24 Horas disse que a telenovela encantou, elogiando a trilha sonora e, em especial, a escolha de "Vida de Negro", de Dorival Caymmi, utilizada antes nas duas versões de A Escrava Isaura.
Júlio Henrique, do portal Detona TV, pontuou que a atuação de Zezé Motta era o grande destaque da telenovela, dizendo ainda que Thaís Fersoza surpreendeu ao dar vida a uma vilã inescrupulosa. Tecnicamente, o crítico disse que a produção é "primorosa", trazendo cenários e locações "magníficas" e "figurinos luxuosos", sintetizando que a trama é despretensiosa e de "qualidade indiscutível". O portal Me Diz avaliou que a trama tem texto "muito bem escrito, bela fotografia e trilha sonora acentuada", elogiando ainda a escolha do elenco e as cenas, descritas como bem marcadas e com "frases ditas na entonação certa, expressões corporais e faciais sem exageros". O portal ainda avaliou que a história está bem balanceada, com protagonistas e coadjuvantes dividindo bons momentos e tendo todos histórias de destaque, não tendo papéis sem função: "Gustavo se preocupou em dar importância a todos os personagens, todos tiveram seu momento, seu brilho".

### O "novelão"
Escrava Mãe foi apelidada pelo jornalista Nilson Xavier, do portal UOL, como "o novelão", fato este explicado pelos elementos tradicionais dos grandes folhetins antigos. Dentre estes elementos, o crítico destacou a presença de segredos do passado, mistérios e "vilões cruéis", além das histórias sobre vingança, hipocrisia da sociedade, sonho de liberdade, a questão da abolição e uma protagonista sofredora, finalizando que a telenovela misturava "tudo o que funciona em uma telenovela, com base no que a audiência quer ver". O termo passou a ser utilizado por outros jornalistas especializados em televisão, como Jeferson Cardoso, do portal O Planeta TV, que declarou que Escrava Mãe era "um novelão digno de horário nobre".  Outros jornalistas que fizeram análises em cima do termo incluíram Wallace Carvalho, da coluna Famosidades, do portal UOL, e José Armando Vannucci, do programa Jovem Pan Morning Show.

## Audiência
Exibição Original
Pela primeira vez a emissora não definiu uma meta de audiência a ser alcançada pela trama, como informado pelo diretor executivo Marcelo Silva. O autor da história explicou que não se poderia ter uma base, uma vez que há muitos anos uma telenovela não ocupava aquele horário: "É um horário que a Record tradicionalmente dedica ao jornalismo. Justamente por isso não há uma meta estipulada pela direção da emissora, mas é claro que temos boas expectativas, principalmente por causa da qualidade da telenovela". Escrava Mãe estreou em 31 de maio de 2016 com 14 pontos de média e 17 de pico. O resultado representou um aumento de 29% de audiência no horário, antes ocupado pelo Cidade Alerta. O segundo capítulo manteve o desempenho, consolidando 13 pontos com picos de 17. Nos dois primeiros meses, Escrava Mãe acumulou a melhor média das telenovelas da Rede Record nos últimos 8 anos, 13 pontos, o melhor resultado desde Os Mutantes, em 2008, além de superar a reta inicial de A Escrava Isaura, de 2004. Seu último capítulo marcou 12 pontos de média com picos de 14 e 17% de participação na Grande São Paulo, consolidando o segundo lugar ininterrupto desde sua estreia. A telenovela fechou com média de 11 pontos, tornando-se, ao lado de Os Dez Mandamentos, as duas maiores audiências da emissora desde Vidas em Jogo, em 2011.
Reprise
Hernando a alta audiência do último capítulo de A Escrava Isaura que consolidou 11,1 pontos sendo exibida antes ganhando até efeitos especiais, a sua reestreia, exibida das 15h52 às 16h20, consolidou 8,6 pontos ficando na vice-liderança isolada, se tornando a segunda melhor estreia da faixa das 15h desde Ribeirão do Tempo. O segundo capítulo, agora exibido das 15h16 às 15h58, consolidou 5,8 pontos. Apesar da queda de audiência com relação a estreia, a trama se manteve na vice-liderança isolada. O terceiro capítulo registrou crescimento e consolidou 6 pontos. No dia 9 de dezembro de 2020, bate recorde negativo com 3,8 pontos.
Apesar de se manter estável com médias na casa dos 5 pontos e em alguns momentos 6, a trama ainda continuava mantendo o segundo lugar isolado na faixa das 15h15. Mas aos poucos passou a ser superada pelo Triturando, iniciando assim uma acirrada disputa pela vice-liderança, já que desde o fim de sua antecessora, o programa de fofocas da concorrente obteve grande crescimento. Com o aumento da duração da novela, passando a ser exibida de 15h15 às 16h45 em capítulos duplos, com o fim de Os Mutantes: Caminhos do Coração no dia 18 de novembro de 2020, a trama passou a registrar 4 pontos em vários momentos, ficando na terceira colocação. A partir daí, foi cogitado um aumento na duração do Balanço Geral devido aos altos índices e a liderança diária e a nova redução na duração da novela, com isso também ganhando um novo horário, das 15h55 ás 16h45, voltando a exibir apenas um capítulo diário. O fato não ocorreu e a novela seguiu na exibição de dois capítulos e meio por dia.
Em 2 de novembro de 2020, bate recorde desde a estreia com 6,5 pontos.
O último capítulo registrou 5,5 pontos e foi vice-líder. Teve média geral de 5,3 pontos.

## Prêmios e indicações
| Ano  | Prêmio                           | Categoria               | Indicado                       | Resultado | Ref.    |
| ---- | -------------------------------- | ----------------------- | ------------------------------ | --------- | ------- |
| 2016 | Prêmio Comunicação & Destaque    | Ator Destaque           | Saulo Meneghetti               | Venceu    | [ 96 ]  |
| 2016 | Prêmio Extra de Televisão        | Melhor Novela           | Escrava Mãe                    | Indicado  | [ 97 ]  |
| 2016 | Prêmio Extra de Televisão        | Revelação Masculina     | Pedro Carvalho                 | Indicado  | [ 97 ]  |
| 2016 | Troféu APCA                      | Melhor Novela           | Escrava Mãe                    | Indicado  | [ 98 ]  |
| 2016 | Prêmio Notícias de TV            | Ator Autor              | Gustavo Reiz                   | Indicado  | [ 99 ]  |
| 2016 | Prêmio Notícias de TV            | Melhor Novela           | Escrava Mãe                    | Indicado  | [ 99 ]  |
| 2016 | Prêmio Notícias de TV            | Melhor Vinheta          | Escrava Mãe                    | Indicado  | [ 99 ]  |
| 2016 | Prêmio Notícias de TV            | Melhor Tema de Abertura | "Anos Solidões" (Lulli Chiaro) | Indicado  | [ 99 ]  |
| 2016 | Comenta TV: Melhores do Ano      | Melhor Novela           | Escrava Mãe                    | Indicado  |         |
| 2016 | Comenta TV: Melhores do Ano      | Melhor Atriz            | Thais Fersoza                  | Indicado  |         |
| 2016 | Prêmio Quem de Televisão         | Melhor Autor            | Gustavo Reiz                   | Indicado  | [ 100 ] |
| 2017 | Seoul International Drama Awards | Sérial-Drama            | Escrava Mãe                    | Venceu    | [ 101 ] |